# The Fall of Hearts
The Fall of Hearts — десятый полноформатный студийный альбом шведской метал-группы Katatonia. Был выпущен 20 мая 2016 года. Альбом, в основном написанный и спродюсированный основателями группы Йонасом Ренксе и Андерсом Нюстрёмом, является первым с Даниэлем Мойланеном и Рогером Ёерссоном в составе. Альбом обозначен переходом в более прогрессивное рок-направление по сравнению с предыдущими альбомами, и был в основном положительно оценён критиками.

## Предыстория и запись
Является первым альбомом группы за четыре года, после релиза альбома 2012 года Dead End Kings. Группа прошла через две смены состава между альбомами, тем самым альбом стал первым в составе с новым барабанщиком Даниэлем Мойланеном и новым гитаристом Рогером Ёерссоном. Мойланен заменил прежнего барабанщика Даниэля Лильеквиста, пробывшего в группе 15 лет, который ушёл из группы в 2014 году, чтобы сфокусироваться на семье и добиться более обычной карьеры вне музыки. Также в 2014 группа взаимно решила расстаться с гитаристом Пером Эрикксоном, прежним гитаристом в течение четырёх лет; его переезд в Барселону усложнил график записи и туров группы.
Несмотря на смену состава, альбом всё ещё в основном был написан основателями группы Йонасом Ренксе и Андерсом Нюстрёмом.

## Темы и композиция
Общее звучание альбома описывается журналистами как прогрессивный рок с другими различными влияниями. Loudwire сравнили трек «Serein» с нью-вейв-музыкой 1980-х типа The Cure из-за его «нежного бренчания и мягкого вокала… Успокаивающего голоса Йонаса Ренксе… слегка быстротемпового ритма […] возвышающего и склонного к поп-музыке […] превосходного, элегантного звучания». Включение технически искусной игры на гитаре Ёерссона привело к добавлению большего количества гитарных соло в альбоме.

## Релиз и продвижение
Альбом был выпущен 20 мая 2016 года. Было выпущено два сингла вместе с лирик-видео для каждого — «Old Hearts Fall» 30 марта и «Serein» 10 мая. Для лирик-видео «Old Hearts Fall» группа написала лирику на старой пишущей машинке, чтобы добавить чувство меланхолии в видео. Реализовано это было с помощью редактора видео Лассе Хойле.
Вскоре после релиза начался тур в поддержку альбома, в первую очередь с фокусировкой на фестивалях типа Hellfest и Tuska, затем в августе 2016 началось турне по Южной Америке, и впоследствии начался обширный тур по Европе.

## Отзывы
| Совокупная оценка | Совокупная оценка |
| Источник          | Оценка            |
| ----------------- | ----------------- |
| Metacritic        | 72/100            |
| Оценки критиков   |                   |
| Источник          | Оценка            |
| AllMusic          | [ 13 ]            |
| Bloody Disgusting | [ 14 ]            |
| Classic Rock      | [ 15 ]            |
| Metal Hammer      | [ 16 ]            |
| PopMatters        | [ 17 ]            |
| Ultimate Guitar   | 8.7/10            |

The Fall of Hearts был встречен позитивными обзорами от музыкальных критиков. На Metacritic альбом получил 72 очка из 100 на основе рецензий 4 критиков, что указывает на «в основном положительные обзоры». Обозреватель AllMusic Том Юрек похвалил группу за переход в более прогрессивное направление, заключая, что «Их лирика остаётся пропитанной темами потери, отчуждения, опустошения и стремления к трансцендентальности, но их мелодии стали более запутанными, менее прямолинейными и, в противовес, содержат больше прилипчивых припевов, делая их более доступными для более широкой аудитории прогрессивного рока, чем это было раньше. Вдохновляющий и перспективный, этот альбом доказывает, что в 25 лет Katatonia до сих пор неугомонна и отказывается почивать на лаврах». Чед Боуар из Loudwire аналогично похвалил группу за переход от дэт-метал-прошлого в более прогрессивное рок-звучание, сравнивая их с их современниками Opeth и заключая, что «Они — ветераны, и прекрасно знают, что им нужно, и их необычное видение не искажено какими-либо внешними влияниями. The Fall of Hearts полон одновременно и тьмы и света, и тяжести и мягкости, и драмы и недосказанности. Это альбом, который запутан множеством тонкостей, но также достаточно доступен».

## Список композиций
| №                   | Название                    | Длительность |
| ------------------- | --------------------------- | ------------ |
| 1.                  | «Takeover»                  | 7:09         |
| 2.                  | «Serein»                    | 4:46         |
| 3.                  | «Old Heart Falls»           | 4:22         |
| 4.                  | «Decima»                    | 4:46         |
| 5.                  | «Sanction»                  | 5:07         |
| 6.                  | «Residual»                  | 6:54         |
| 7.                  | «Serac»                     | 7:25         |
| 8.                  | «Last Song Before the Fade» | 5:01         |
| 9.                  | «Shifts»                    | 4:54         |
| 10.                 | «The Night Subscriber»      | 6:10         |
| 11.                 | «Pale Flag»                 | 4:23         |
| 12.                 | «Passer»                    | 6:25         |
| Общая длительность: | Общая длительность:         | 1:07:25      |

| №   | Название  | Длительность |
| --- | --------- | ------------ |
| 13. | «Vakaren» | 4:54         |

| №   | Название                                | Длительность |
| --- | --------------------------------------- | ------------ |
| 14. | «Night Comes Down (Кавер Judas Priest)» | 4:11         |

| №   | Название  | Длительность |
| --- | --------- | ------------ |
| 14. | «Sistere» | 4:11         |

| №   | Название                | Длительность |
| --- | ----------------------- | ------------ |
| 15. | «Wide Awake in Quietus» | 4:59         |

## Участники записи
| - Йонас Ренксе — вокал, клавишные, дополнительные гитары, арт-руководство - Андерс Нюстрём — гитара, клавишные, бэк-вокал, арт-руководство - Рогер Ёерсон — гитара - Никлас Сандин — бас-гитара - Даниэль Мойланен — ударные | - J P Asplund — дополнительная перкуссия - Йенс Богрен — сведение и мастеринг - Даниэль Лиден — инжиниринг - Трэвис Смит — обложка |